# A Ruróni Kensin epizódjainak listája
Ez a lista az Ruróni Kensin című animesorozat epizódjainak felsorolását tartalmazza.

## Anime Epizódlista

### Első évad (1996)
| #  | Epizód címe | Első japán sugárzás | Első angol sugárzás |
| -- | --- | ------------------- | ------------------- |
| 1  | The Handsome Swordsman of Legend: A Man who Fights for Love Denszecu no Bikensi...Ai Jue ni Tatakau Otoko (伝説の美剣士...愛ゆえに闘う男; Hepburn: Densetsu no Bikenshi...Ai Yue ni Tatakau Otoko)                                             | 1996. január 10.    | 2003. március 17.   |
| 2  | Kid Samurai: A Big Ordeal and a New Student Gakizamurai Szutta! Monda! de Monkaszei (ガキ侍 スッた!モンだ!で門下生; Hepburn: Gakizamurai Sutta! Monda! de Monkasei)                                                                            | 1996. január 17.    | 2003. március 18.   |
| 3  | Swordsman of Sorrow: The Man Who Slays His Past Kanasimi no Kensi - Kako o Kiru Otoko (哀しみの剣士· 過去を斬る男; Hepburn: Kanashimi no Kenshi - Kako o Kiru Otoko)                                                                           | 1996. január 24.    | 2003. március 19.   |
| 4  | Bad!: Introducing Sanosuke, The Fighter-for-hire Aku no Icsimondzsi - Kenkaja Szanoszuke Tódzsó! (悪の一文字· ケンカ屋左之助登場!; Hepburn: Aku no Ichimonji - Kenkaya Sanosuke Tōjō!)                                                         | 1996. január 31.    | 2003. március 20.   |
| 5  | The Reversed-Blade Sword Vs. The Zanbatou: Beyond the Battle Szakabató Tai Zanbató - Tatakai no Hate ni! (逆刃刀対斬馬刀· 闘いの果てに!; Hepburn: Sakabatō Tai Zanbatō - Tatakai no Hate ni!)                                                  | 1996. február 7.    | 2003. március 21.   |
| 6  | The Appearance of Kurogasa: Visitor from the Shadows Jami kara no Hómonsa - Kurogasza Aravaru! (闇からの訪問者· 黒笠現る!; Hepburn: Yami kara no Hōmonsha - Kurogasa Arawaru!)                                                                 | 1996. február 14.   | 2003. március 24.   |
| 7  | Deathmatch Under the Moon: Protect the One You Love Gekka no Sitó - Aiszuru Hito o Mamore! (月下の死闘· 愛する人を守れ!; Hepburn: Gekka no Shitō - Aisuru Hito o Mamore!)                                                                      | 1996. február 21.   | 2003. március 25.   |
| 8  | A New Battle!: The Mysterious Beauty From Nowhere Arata naru Tatakai! Tobikonde kita Nazo no Bidzso (新たなる戦い! 飛び込んできた謎の美女; Hepburn: Arata naru Tatakai! Tobikonde kita Nazo no Bijo)                                           | 1996. február 28.   | 2003. március 26.   |
| 9  | The Strongest Group of Ninjas: The Horrible Oniwaban Group Szaikjó no Sinobi Gundan - Kjófu no Onivabansú! (最強の忍び軍団· 恐怖の御庭番衆!; Hepburn: Saikyō no Shinobi Gundan - Kyōfu no Oniwabanshū!)                                        | 1996. március 6.    | 2003. március 27.   |
| 10 | Aoshi Aoshi: Someone so Beautiful, it's Frightening Aosi - Ucukusiszugiru hodo Kovai jacu (蒼紫· 美しすぎるほど怖い奴; Hepburn: Aoshi - Utsukushisugiru hodo Kowai Yatsu)                                                                      | 1996. március 13.   | 2003. március 28.   |
| 11 | Farewell, the Strongest Men: The Clash of Light and Shadow Szaraba Szaikjó no Otokotacsi! Hikari to Jami no Gekitocu (さらば最強の男たち! 光と闇の激突; Hepburn: Saraba Saikyō no Otokotachi! Hikari to Yami no Gekitotsu)                     | 1996. április 24.   | 2003. március 31.   |
| 12 | Birth of a Boy Swordsman: The Battle of First Apprentice Yahiko Sónen Kensi Tandzsó! Icsiban Desi Jahiko no Tatakai (少年剣士誕生! 一番弟子 弥彦の戦い; Hepburn: Shōnen Kenshi Tanjō! Ichiban Deshi Yahiko no Tatakai)                         | 1996. május 1.      | 2003. április 2.    |
| 13 | Strive for the Grand Champsionship: Toramaru's Sumo Battle Log! Mezasze Jokozuna Toramaru no Doszukoi Funszenki (めざせ横綱 虎丸のどすこい奮戦記; Hepburn: Mezase Yokozuna Toramaru no Dosukoi Funsenki)                                       | 1996. május 8.      | 2003. április 3.    |
| 14 | To Save a Small Life Lady Doctor Megumi to the Rescue Csiiszana Inocsi o Szukue! Bidzsin Dzsoi - Megumi no Csószen (小さな命を救え! 美人女医·恵の挑戦; Hepburn: Chiisana Inochi o Sukue! Bijin Joi - Megumi no Chōsen)                         | 1996. május 15.     | 2003. április 4.    |
| 15 | Two Legendary Manslayers Two Legendary Slashers Honó no Anszacu Súdan, Dzsinpútai Hasiru! (炎の暗殺集団, 神風隊走る!; Hepburn: Honō no Ansatsu Shūdan, Jinpūtai Hashiru!)                                                                      | 1996. május 22.     | 2003. április 7.    |
| 16 | A Promise From the Heart The Secret Sword of Shiden Júki Aru Csikai! Moejo Hiken - Siden no Tacsi (勇気ある誓い! 燃えよ秘剣·紫電の太刀; Hepburn: Yūki Aru Chikai! Moeyo Hiken - Shiden no Tachi)                                               | 1996. június 5.     | 2003. április 8.    |
| 17 | Fly to Your Dreams Marimo, The Human Cannon Jume ni Mukatte Tobe! Hódan Muszume Marimo no Bóken (夢に向かって飛べ! 砲弾娘マリモの冒険; Hepburn: Yume ni Mukatte Tobe! Hōdan Musume Marimo no Bōken)                                            | 1996. június 12.    | 2003. április 9.    |
| 18 | Run, Yahiko! Run Yahiko! Get the Reverse-Edged Sword Back Hasire! Jahiko - Szakabató o Torikaesze! (走れ!弥彦· 逆刃刀を取り返せ!; Hepburn: Hashire! Yahiko - Sakabatō o Torikaese!)                                                            | 1996. június 19.    | 2003. április 10.   |
| 19 | Raijuta's Ambition The Fantasy of the Forbidden Kingdom Raidzsúta no Jabó - Kindzsirareta Ókoku no Genszó (雷十太の野望· 禁じられた王国の幻想; Hepburn: Raijūta no Yabō - Kinjirareta Ōkoku no Gensō)                                          | 1996. június 26.    | 2003. április 11.   |
| 20 | Revival of the Shinko Style Revival of the Killer Sword – Shinko Style Sinkorjú no Fukkacu! Arasi o Jobu Kjúkjoku no Szacudzsinken (真古流の復活! 嵐を呼ぶ究極の殺人剣; Hepburn: Shinkoryū no Fukkatsu! Arashi o Yobu Kyūkyoku no Satsujinken) | 1996. július 10.    | 2003. április 14.   |
| 21 | Dissolution of a Nightmare Destruction of a Nightmare Akumu no Hókai! Raidzsúta no Jabó - Kankecuhen (悪夢の崩壊! 雷十太の野望·完結編; Hepburn: Akumu no Hōkai! Raijūta no Yabō - Kanketsuhen)                                                 | 1996. július 17.    | 2003. április 15.   |
| 22 | Danger on a Runaway Locomotive Surprise Incident on a Runaway Locomotive Hacunori! Bószó Okadzsóki Bikkuri Daidzsiken (初乗り! 暴走陸蒸気びっくり大事件; Hepburn: Hatsunori! Bōsō Okajōki Bikkuri Daijiken)                                    | 1996. július 31.    | 2003. április 16.   |
| 23 | Sanosuke's Betrayal Sanosuke and the Colored Woodblock Prints Szanoszuke no Uragiri!? Unmei no Szaikai (左之助の裏切り!? 運命の再会; Hepburn: Sanosuke no Uragiri!? Unmei no Saikai)                                                           | 1996. augusztus 14. | 2003. április 17.   |
| 24 | Midnight Battle Kenshin vs. Sanosuke: Once Again! Majonaka no Tatakai! Szanoszuke Tai Kensin Futatabi (真夜中の戦い! 左之助対剣心ふたたび; Hepburn: Mayonaka no Tatakai! Sanosuke Tai Kenshin Futatabi)                                        | 1996. augusztus 21. | 2003. április 18.   |
| 25 | The Crimson Pirate The Red Pirate – Kenshin and Kaoru Separated Sinku no Kaizoku - Hikiszakareta Kensin to Kaoru (真紅の海賊· 引き裂かれた剣心と薫!; Hepburn: Shinku no Kaizoku - Hikisakareta Kenshin to Kaoru)                               | 1996. augusztus 28. | 2003. április 21.   |
| 26 | Lightning Incarnate Shura, The Mysterious Female Pirate Inazuma no Kesin! Hokoritakaki Nazo no Onna Kaizoku Sura (稲妻の化身! 誇り高き謎の女海賊, 朱羅; Hepburn: Inazuma no Keshin! Hokoritakaki Nazo no Onna Kaizoku Shura)                   | 1996. szeptember 4. | 2003. április 22.   |
| 27 | Burn, Island of Terror! The Red Pirate - Conclusion Moeagaru Szenricu no Sima! Sinku no Kaizoku - Kankecuhen (燃え上がる戦慄の島! 真紅の海賊·完結編; Hepburn: Moeagaru Senritsu no Shima! Shinku no Kaizoku - Kanketsuhen)                     | 1996. október 16.   | 2003. április 23.   |

### Második évad (1996–1997)
| #  | Epizód címe | Első japán sugárzás  | Első angol sugárzás  |
| -- | --- | -------------------- | -------------------- |
| 28 | Prelude to the Impending Fight: The Shadow of the Wolf Draws Near Aratanaru Kesszen e no Dzsokjoku: Szemarikuru Ókami no Kage! (新たなる血戦への序曲· 迫り来る狼の影!; Hepburn: Aratanaru Kessen e no Jokyoku: Semarikuru Ōkami no Kage!)                                               | 1996. október 30.    | 2003. április 24.    |
| 29 | Strongest Opponent From the Past: Merciless Fangs Strike! Sidzsó Szaikjó no Sukuteki! Oszoikakaru Hidzsó no Kiba (史上最強の宿敵! 襲いかかる非情の牙; Hepburn: Shijō Saikyō no Shukuteki! Osoikakaru Hijō no Kiba)                                                                      | 1996. november 6.    | 2003. április 25.    |
| 30 | A Devil of Vengeance: Makoto Shishio's Plot Fukusú no Akki: Sisio Makoto no Bórjaku (復讐の悪鬼 志々雄真実(まこと)の謀略; Hepburn: Fukushū no Akki: Shishio Makoto no Bōryaku) | 1996. november 13.   | 2003. április 28.    |
| 31 | A Wish Unrequited: Kenshin Departs Todokanu Omoi... Kensin no Tabidacsi (届かぬ想い......剣心の旅立ち!; Hepburn: Todokanu Omoi... Kenshin no Tabidachi) | 1996. november 27.   | 2003. április 29.    |
| 32 | Change Tears to Courage: Kaoru Kamiya's Choice Namida o Júki ni Kaete! Kamija Kaoru ga Eranda Micsi (涙を勇気にかえて! 神谷薫が選んだ道; Hepburn: Namida o Yūki ni Kaete! Kamiya Kaoru ga Eranda Michi)                                                                                 | 1996. december 4.    | 2003. április 30.    |
| 33 | For the Title of Strongest: Aoshi's New Conflict Szaikjó no Sógó o Cukamu made! Aosi no Aratanaru Tatakai (最強の称号を掴むまで! 蒼紫の新たなる闘い; Hepburn: Saikyō no Shōgō o Tsukamu made! Aoshi no Aratanaru Tatakai)                                                               | 1996. december 11.   | 2003. május 1.       |
| 34 | The Girl Bandit: Misao Makimachi's Hidden Side Oihagi Sódzso - Makimacsi Miszao no Kakuszareta Sótai! (追いはぎ少女· 巻町 操の隠された正体!; Hepburn: Oihagi Shōjo - Makimachi Misao no Kakusareta Shōtai!)                                                                             | 1997. január 8.      | 2003. május 2.       |
| 35 | Conquered Village: The Grasp of Shishio's Hands Ubavareta Mura - Oszoikakaru Sisio no Ma no Te! (奪われた村· 襲いかかる志々雄の魔の手!; Hepburn: Ubawareta Mura - Osoikakaru Shishio no Ma no Te!)                                                                                      | 1997. január 15.     | 2003. június 17.     |
| 36 | Across the Boundary Between Edo and Meiji: Kenshin and Shishio Face to Face! Bakumacu no Toki o Koete! Taidzsi Sita Sisio to Kensin (幕末の時を超えて! 対峙した志々雄と剣心; Hepburn: Bakumatsu no Toki o Koete! Taiji Shita Shishio to Kenshin)                                        | 1997. január 22.     | 2003. június 18.     |
| 37 | Shock! The Reverse-Blade is Broken: Sojiro's Tenken verses Kenshin Sógeki! Oreta Szakabató - Tenken no Szódzsiró Tai Kensin (衝撃!折れた逆刃刀· 天剣の宗次郎対剣心; Hepburn: Shōgeki! Oreta Sakabatō - Tenken no Sōjirō Tai Kenshin)                                                    | 1997. január 29.     | 2003. június 19.     |
| 38 | Sanosuke's Secret Training: The Challenge of Anji the Destroyer Szanoszuke, Gokui no Sugjó! Hakaiszó - Andzsi e no csószen (左之助, 極意の修行! 破戒僧·安慈への挑戦; Hepburn: Sanosuke, Gokui no Shugyō! Hakaisō - Anji e no Chōsen)                                                    | 1997. február 5.     | 2003. június 20.     |
| 39 | The Creator of the Reverse-Blade Sword: Shakku Arai's Final Swing Szakabató o Cukutta Otoko - Arai Sakkú Szaigo no Hito Furi! (逆刃刀を作った男· 新井赤空 最後の一振り!; Hepburn: Sakabatō o Tsukutta Otoko - Arai Shakkū Saigo no Hito Furi!)                                          | 1997. február 12.    | 2003. június 23.     |
| 40 | A Killer Without Mercy: Fight to the Death Against the Cho of the Juppongatana Oszorubeki Mudzsó no Sikaku! Dzsuppongatana Csó to no Sitó (恐るべき無情の刺客! 十本刀·張との死闘; Hepburn: Osorubeki Mujō no Shikaku! Juppongatana Chō to no Shitō)                                     | 1997. február 19.    | 2003. június 24.     |
| 41 | The Ultimate Technique of the Hiten-Mitsurugi Style: Reunion with a Mentor, Seijuro Hiko Hiten Micurugirjú no Ógi! Sisó Hiko Szeidzsúró to no Szaikai (飛天御剣流の奥義! 師匠比古清十郎との再会; Hepburn: Hiten Mitsurugiryū no Ōgi! Shishō Hiko Seijūrō to no Saikai)                  | 1997. február 26.    | 2003. június 25.     |
| 42 | The Formation of an Alliance: The Day When Aoshi Joins with Shishio Dómei Szeiricu: Aosi ga Sisio to Te o Kunda Hi! (同盟成立· 蒼紫が志々雄と手を組んだ日!; Hepburn: Dōmei Seiritsu: Aoshi ga Shishio to Te o Kunda Hi!)                                                                | 1997. március 5.     | 2003. június 26.     |
| 43 | Between Life and Death: Master the Ultimate Technique, Amakakeru Ryu no Hikameki! Szei to Si no Aida De! Ógi Amakakeru Rjú no Hirameki no Etoku (生と死の間で! 奥義·天飛龍閃(あまかけるりゅうのひらめき)の会得; Hepburn: Sei to Shi no Aida de! Ōgi Amakakeru Ryū no Hirameki no Etoku) | 1997. március 12.    | 2003. június 27.     |
| 44 | A Decisive Battle Like Violent Waters: The Strongest Troop Juppongatana Dotó no Kesszen, Szaikjó Súdan Dzsuppongatana Súkecu! (怒涛の決戦· 最強集団十本刀集結!; Hepburn: Dotō no Kessen, Saikyō Shūdan Juppongatana Shūketsu!)                                                          | 1997. március 19.    | 2003. június 30.     |
| 45 | As if to Fly: Stop the Launch of the Battleship Purgatory! Tobu ga Gotoku! Szenkan Rengoku Sukkó o Szosi Szejo (翔ぶが如く! 戦艦煉獄 出航を阻止せよ; Hepburn: Tobu ga Gotoku! Senkan Rengoku Shukkō o Soshi Seyo)                                                                       | 1997. április 16.    | 2003. július 1.      |
| 46 | Purgatory Bursts into Flames: The Destiny of Makoto Shishio Rengoku Endzsó! Sisio Makoto no Meiun (煉獄炎上! 志々雄真実(まこと)の命運; Hepburn: Rengoku Enjō! Shishio Makoto no Meiun)                                                                                                  | 1997. április 23.    | 2003. július 2.      |
| 47 | Crash! The Lethal Punch, Futae no Kiwami: The First of Sonosuke Screams! Gekitocu! Futae no Kivami: Unaru Szanoszuke no Kobusi (激突!二重の極み· 唸る左之助の拳; Hepburn: Gekitotsu! Futae no Kiwami: Unaru Sanosuke no Kobushi)                                                        | 1997. április 30.    | 2003. július 3.      |
| 48 | Reborn to Salvation: The Beginning of Anji’s New Life Guze e no Szaiszei: Andzsi no Arata naru Suppacu (救世(ぐぜ)への再生· 安慈の新たなる出発; Hepburn: Guze e no Saisei: Anji no Arata naru Shuppatsu)                                                                                | 1997. május 14.      | 2003. július 4.      |
| 49 | The Wolf Destroys the Eye of the Heart: The Fierce Attack of the Zero Stance Gatotsu Singan o Toraeta ókami: Szakurecu Szuru Gatocu Zero Siki! (心眼をとらえた狼· 炸裂する牙突零(ゼロ)式!; Hepburn: Shingan o Toraeta Ōkami: Sakuretsu Suru Gatotsu Zero Shiki!)                        | 1997. május 28.      | 2003. július 12.     |
| 50 | The Promised Time Has Come: Aoshi and Kenshin Fight Again Jakuszoku o Hataszu Toki: Aosi to Kensin no Szaiszen! (約束を果たす時· 蒼紫と剣心の再戦!; Hepburn: Yakusoku o Hatasu Toki: Aoshi to Kenshin no Saisen!)                                                                       | 1997. június 4.      | 2003. július 19.     |
| 51 | Wake Up Now! Ignore Your Wounds and Fight to the Finish Mezameru Toki va Ima: Mansin Szói no Ketcsaku! (目醒める時は今· 満身創痍の決着!; Hepburn: Mezameru Toki wa Ima: Manshin Sōi no Ketchaku!)                                                                                       | 1997. június 11.     | 2003. július 26.     |
| 52 | To Make a Miracle: The Battle at the Aoiya Kiszeki o Jobiokosze! Aoi-ja no Kóbó (奇跡を呼び起こせ! 葵屋の攻防; Hepburn: Kiseki o Yobiokose! Aoi-ya no Kōbō) | 1997. június 18.     | 2003. augusztus 2.   |
| 53 | The Giant Versus Superman: Like an Arrow Shot at a Time of Despair Kjodzsin Tai Csódzsin: Zecubó no Fucsi ni Hanatareta Issi! (巨人対超人· 絶望の淵に放たれた一矢!; Hepburn: Kyojin Tai Chōjin: Zetsubō no Fuchi ni Hanatareta Isshi!)                                                  | 1997. június 25.     | 2003. augusztus 16.  |
| 54 | Hiten versus Shukuchi Hiten Tai Sukucsi! Szódzsiró Tenpu no Csikara (飛天対縮地! 宗次郎天賦の能力(ちから); Hepburn: Hiten Tai Shukuchi! Sōjirō Tenpu no Chikara) | 1997. július 2.      | 2003. augusztus 23.  |
| 55 | The Tragedy of a Stormy Night Arasi no Jo no Szangeki: Szódzsiró no Kako (嵐の夜の惨劇· 宗次郎の過去; Hepburn: Arashi no Yo no Sangeki: Sōjirō no Kako) | 1997. július 9.      | 2003. augusztus 30.  |
| 56 | A Duel With an Extreme Moment Kjokugen no Sóbu! Suntenszacu Tai Amakakeru Rjú no Hirameki (極限の勝負! 瞬天殺対天翔龍閃; Hepburn: Kyokugen no Shōbu! Shuntensatsu Tai Amakakeru Ryū no Hirameki)                                                                                        | 1997. július 16.     | 2003. szeptember 6.  |
| 57 | Two Men at the End of an Era Bakumacu o Kaketa Futari: Sisio Tai Kensin Szaisúszen! (幕末を駆けた二人· 志々雄対剣心 最終戦!; Hepburn: Bakumatsu o Kaketa Futari: Shishio Tai Kenshin Saishūsen!)                                                                                        | 1997. augusztus 6.   | 2003. szeptember 13. |
| 58 | The Age Chooses Shishio? Dzsidai va Sisio o Erabu no ka? Kensin Szaidai no Kiki! (時代は志々雄を選ぶのか? 剣心最大の危機!; Hepburn: Jidai wa Shishio o Erabu no ka? Kenshin Saidai no Kiki!)                                                                                            | 1997. augusztus 13.  | 2003. szeptember 20. |
| 59 | Not Out of Luck! Meiun cukizu! Tósi, Ima Jomigaeru (命運尽きず! 闘志, 今よみがえる; Hepburn: Meiun Tsukizu! Tōshi, Ima Yomigaeru) | 1997. augusztus 20.  | 2003. szeptember 27. |
| 60 | The Man Who is Chosen for Victory Sóri o Juruszaresi Mono: Sisio Tai Kensin Súmaku! (勝利を許されし者· 志々雄対剣心終幕!; Hepburn: Shōri o Yurusareshi Mono: Shishio Tai Kenshin Shūmaku!)                                                                                              | 1997. szeptember 3.  | 2003. október 4.     |
| 61 | The Juppongatana Who Remain (aka The Choice for Life) Nokoszareta Dzsuppongatana: Ikite Juku Tame no Szentaku (残された十本刀· 生きてゆくための選択; Hepburn: Nokosareta Juppongatana: Ikite Yuku Tame no Sentaku)                                                                      | 1997. szeptember 10. | 2003. október 11.    |
| 62 | Kyoto, the Engraved Memory Kjóto... Kizamareta Kioku, Omoi o Haszeta Suppacu (京都...刻まれた記憶· 想いを馳せた出発; Hepburn: Kyōto... Kizamareta Kioku, Omoi o Haseta Shuppatsu) | 1997. szeptember 17. | 2003. október 18.    |

### Harmadik évad (1997–1998)
| #  | Epizód címe | Első japán sugárzás | Első angol sugárzás |
| -- | --- | ------------------- | ------------------- |
| 63 | The Legend of the Fireflies Negaibotaru no Denszecu, Aru Kenkaku o Macsi Cuzuketa Sódzso (願い蛍の伝説· ある剣客を待ち続けた少女; Hepburn: Negaibotaru no Densetsu, Aru Kenkaku o Machi Tsuzuketa Shōjo)                     | 1997. október 14.   |                     |
| 64 | The Birth of Prince Yahiko Jahiko ódzsi Tandzsó? Karei naru Sakókai Debjú (弥彦王子誕生? 華麗なる社交界でびゅー; Hepburn: Yahiko Ōji Tanjō? Karei naru Shakōkai Debyū)                                                       | 1997. október 28.   |                     |
| 65 | Find the Lost Treasure! Kieta Otakara o Szagasze! Meitanteiken Notaró (消えたお宝を探せ! 名探偵犬·ノ太郎; Hepburn: Kieta Otakara o Sagase! Meitanteiken Notarō)                                                              | 1997. november 4.   |                     |
| 66 | Kaoru, Ecstatic Kaoru Kangeki Kensin no Puropózu!? (薫 感激 剣心のぷろぽ〜ず!?; Hepburn: Kaoru Kangeki Kenshin no Puropōzu!?)                                                                                                | 1997. november 11.  |                     |
| 67 | The Gleaming Blade of Legends Kirameku Denszecu no Ken! Sinpi no Kensi Amakusza Sógo (煌めく伝説の剣! 神秘の剣士·天草翔伍; Hepburn: Kirameku Densetsu no Ken! Shinpi no Kenshi Amakusa Shōgo)                                | 1997. november 18.  |                     |
| 68 | The Medallion of Destiny Unmei no Medario, Szanoszuke to Szajo no Deai (運命のメダリオ· 左之助と小夜の出会い; Hepburn: Unmei no Medario, Sanosuke to Sayo no Deai)                                                           | 1997. november 25.  |                     |
| 69 | To the Battlefield of Shimabara Taiszen no Csi, Simabara e! Sijú o Keszsuru Toki (対戦の地, 島原へ! 雌雄を決する時; Hepburn: Taisen no Chi, Shimabara e! Shiyū o Kessuru Toki)                                               | 1997. december 2.   |                     |
| 70 | Shock of the Rai Ryu Sen Rairjúszen no Sógeki! Jami ni Hómurareta Kensin (雷龍閃の衝撃! 闇に葬られた剣心; Hepburn: Rairyūsen no Shōgeki! Yami ni Hōmurareta Kenshin)                                                         | 1997. december 9.   |                     |
| 71 | Kaiou's Conspiracy Kaió no Inbó, Vana ni Kakatta Sógo! (傀王の陰謀 罠にかかった翔伍!; Hepburn: Kaiō no Inbō, Wana ni Kakatta Shōgo!)                                                                                         | 1997. december 16.  |                     |
| 72 | The Days of Remorse Cuioku no Hibi, Sógo to Szajo no Kanasiki Kako (追憶の日々· 翔伍と小夜の哀しき過去; Hepburn: Tsuioku no Hibi, Shōgo to Sayo no Kanashiki Kako)                                                           | 1998. január 6.     |                     |
| 73 | The Sneering Demon Azavarau Akki! Sózó, Bakuen ni Csitta Karjú (あざ笑う悪鬼! 庄三, 爆炎に散った火龍; Hepburn: Azawarau Akki! Shōzō, Bakuen ni Chitta Karyū)                                                                 | 1998. január 13.    |                     |
| 74 | Sanosuke's Tears Szanoszuke no Namida, Futari ni Otozureta Tova no Vakare (左之助の涙 二人に訪れた永遠(とわ)の別離(わかれ); Hepburn: Sanosuke no Namida, Futari ni Otozureta Towa no Wakare)                                 | 1998. január 20.    |                     |
| 75 | The Last Crusade Szaigo no Szeiszen, Gekitocu! Futacu no Amakakeru Rjú no Hirameki (最後の聖戦 激突!ふたつの天翔龍閃(あまかけるりゅうのひらめき); Hepburn: Saigo no Seisen, Gekitotsu! Futatsu no Amakakeru Ryū no Hirameki) | 1998. január 27.    |                     |
| 76 | Bon Voyage Tabidacsi no Umi, Kibó va Kanasimi no Nami o Koete (旅立ちの海 希望は哀しみの波を越えて; Hepburn: Tabidachi no Umi, Kibō wa Kanashimi no Nami o Koete)                                                            | 1998. február 3.    |                     |
| 77 | Himura Dojo in Shimonoseki? Simonoszeki ni Himura Dódzsó? Mó Hitori no Battószai Aravaru (下関に緋村道場? もう一人の抜刀斎現る; Hepburn: Shimonoseki ni Himura Dōjō? Mō Hitori no Battōsai Arawaru)                          | 1998. február 10.   |                     |
| 78 | Crush! Gagakuszei no Omou Hito, Hakone Ju no Macsi Koi Szódó (画学生の想う女性(ひと)· 箱根湯の街恋騒動!; Hepburn: Gagakusei no Omou Hito, Hakone Yu no Machi Koi Sōdō)                                                       | 1998. február 17.   |                     |
| 79 | Kaishu-Katsu and Kenshin Kacu Kaisú to Kensin, Bakumacu o Ikita Futari no Sukuen (勝海舟と剣心· 幕末を生きた二人の宿縁; Hepburn: Katsu Kaishū to Kenshin, Bakumatsu o Ikita Futari no Shukuen)                               | 1998. február 24.   |                     |
| 80 | The Unending Revolution Ovaranai Bakumacu, Kaisú ni Kaszerareta Tenmei (終わらない幕末· 海舟に課せられた天命; Hepburn: Owaranai Bakumatsu, Kaishū ni Kaserareta Tenmei)                                                      | 1998. március 3.    |                     |
| 81 | Conspiracy of the Beniaoi Beniaoi no Szakubó, Kaisú o Nerau Bakumacu no Ikirjó! (紅葵の策謀· 海舟を狙う幕末の生霊!; Hepburn: Beniaoi no Sakubō, Kaishū o Nerau Bakumatsu no Ikiryō!)                                         | 1998. március 10.   |                     |
| 82 | Kaishu-Katsu's Determination Kacu Kaisú no Kecui, Dzsidai o Koeta Sindzsicu (勝海舟の決意· 時代を超えた真実; Hepburn: Katsu Kaishū no Ketsui, Jidai o Koeta Shinjitsu)                                                       | 1998. április 14.   |                     |
| 83 | Yutaro Returns Jutaró Kikoku, Kage ni Hiszomu Kurokisidan no Jabó (由太郎帰国· 影に潜む黒騎士団の野望; Hepburn: Yutarō Kikoku, Kage ni Hisomu Kurokishidan no Yabō)                                                          | 1998. április 21.   |                     |
| 84 | The Sanada Ninja Squad Szanada Nindzsagun to Reijaku, Okasira Miszanagi no Nerai (真田忍者群と霊薬· お頭御沙薙の狙い; Hepburn: Sanada Ninjagun to Reiyaku, Okashira Misanagi no Nerai)                                       | 1998. május 5.      |                     |
| 85 | A Straying Journey Meiszó no Tabi, Sikumareta Omivatari no Vana! (迷走の旅· 仕組まれた御神渡りの罠!; Hepburn: Meisō no Tabi, Shikumareta Omiwatari no Wana!)                                                                 | 1998. május 19.     |                     |
| 86 | A Heatwave from Beneath the Earth Csitei o Mau Akai Kageró! Szakki! Szanada Szanninsú (地底を舞う赤い陽炎· 殺鬼!真田三人衆; Hepburn: Chitei o Mau Akai Kagerō! Sakki! Sanada Sanninshū)                                      | 1998. május 26.     |                     |
| 87 | Schneider's Bet Sunaidā no Kake, Kurokisidan no Hókai! (シュナイダーの賭け· 黒騎士団の崩壊!; Hepburn: Shunaidā no Kake, Kurokishidan no Hōkai!)                                                                              | 1998. június 2.     |                     |
| 88 | The Two Guides Futacu no Micsisirube, Jahiko to Jutaró Tova no Jakuszoku (ふたつの道標(みちしるべ)· 弥彦と由太郎永遠(とわ)の約束; Hepburn: Futatsu no Michishirube, Yahiko to Yutarō Towa no Yakusoku)                       | 1998. június 9.     |                     |
| 89 | To My Angel Misao Mai Endzseru Miszao e... Kjóto kara no Mukae (まいえんじぇる操へ... 京都からの迎え; Hepburn: Mai Enjeru Misao e... Kyōto kara no Mukae)                                                                    | 1998. június 16.    |                     |
| 90 | Feng Shui Surprise Attack! Fúszui no Kisú! Harimeguraszareta Gobószei no Nazo (風水の奇襲! 張り巡らされた五茫星の謎; Hepburn: Fūsui no Kishū! Harimegurasareta Gobōsei no Nazo)                                              | 1998. június 23.    |                     |
| 91 | The Magic of Feng Shui Ugomeku Fúszui no Marjoku, Neravareta Kamija Dódzsó (うごめく風水の魔力· 狙われた神谷道場!; Hepburn: Ugomeku Fūsui no Maryoku, Nerawareta Kamiya Dōjō)                                                | 1998. július 21.    |                     |
| 92 | Tokyo Under Martial Law Kaigenrei no Tókjó-fu! Bakusin Szuru Kjóki no Rjúmjaku (戒厳令の東京府! ばく進する凶器の龍脈; Hepburn: Kaigenrei no Tōkyō-fu! Bakushin Suru Kyōki no Ryūmyaku)                                       | 1998. augusztus 4.  |                     |
| 93 | The Enemy Awaits in Senjogahara Teki va Szendzsógahara ni Ari! Hiszui no Monsó o Motomete (敵は戦場ヶ原にあり! 翡翠(ひすい)の紋章を求めて; Hepburn: Teki wa Senjōgahara ni Ari! Hisui no Monshō o Motomete)                  | 1998. augusztus 18. |                     |
| 94 | The Elegy of Wind and Water Kaze to Mizu no Banka, Ima Koko ni Sirjoku Cukuszu! (風と水の挽歌· 今ここに死力尽くす!; Hepburn: Kaze to Mizu no Banka, Ima Koko ni Shiryoku Tsukusu!)                                           | 1998. szeptember 8. |                     |
| 95 | End of Wanderings Ruró no Szaihate, Hi to Ruri no Kizuna va Sioszai no Ucsi ni (流浪の最果て·緋と瑠璃の絆は潮騒の中 (うち) に; Hepburn: Rurō no Saihate, Hi to Ruri no Kizuna wa Shiosai no Uchi ni)                         |                     |                     |

## OVA Epizódlista

### Ruróni Kensin: Cuikokuhen
| # | Epizód címe                                                                                 | Első japán sugárzás | Első angol sugárzás |
| - | ------------------------------------------------------------------------------------------- | ------------------- | ------------------- |
| 1 | The Man of the Slashing Sword Kiru Otoko (斬る男; Hepburn: Kiru Otoko)                      | 1999. február 20.   |                     |
| 2 | The Lost Cat Majoi Neko (迷い猫; Hepburn: Mayoi Neko)                                       | 1999. április 21.   |                     |
| 3 | The Previous Night at the Mountain Home Joi no Szatojama (宵里山; Hepburn: Yoi no Satoyama) | 1999. június 19.    |                     |
| 4 | The Cross-Shaped Wound Dzsúdzsi Kizu (十字傷; Hepburn: Jūji Kizu)                           | 1999. november 22.  |                     |

### Ruróni Kensin: Szeiszóhen
| # | Epizód címe                                                                                               | Első japán sugárzás | Első angol sugárzás |
| - | --- | ------------------- | ------------------- |
| 1 | After So Many Years Have Lapsed, Part 1 Szeiszóhen ~ jókan ~ (星霜編 ~上巻~; Hepburn: Seisōhen ~ jōkan ~) | 2001. december 19.  |                     |
| 2 | After So Many Years Have Lapsed, Part 2 Szeiszóhen ~ gekan ~ (星霜編 ~下巻~; Hepburn: Seisōhen ~ gekan ~) | 2002. március 20.   |                     |